# Villa Tunari
Villa Tunari er en by i den centrale del af Bolivia beliggende i provinsen Chapare i departementet Cochabamba.